# Пужал
Пужа́л (кат. Pujalt) — муніципалітет, розташований в Автономній області Каталонія, в Іспанії. Код муніципалітету за номенклатурою Інституту статистики Каталонії — 81764. Знаходиться у районі (кумарці) Анойя (коди району — 06 та AI) провінції Барселона, згідно з новою адміністративною реформою перебуватиме у складі Центральної баґарії (округи).

## Населення
Населення міста (у 2007 р.) становить 196 осіб (з них менше 14 років — 10,7%, від 15 до 64 — 65,3%, понад 65 років — 24%). У 2006 р. народжуваність склала 1 особа, смертність — 5 осіб, зареєстровано 2 шлюби. У 2001 р. активне населення становило 88 осіб, з них безробітних — 3 особи.

Серед осіб, які проживали на території міста у 2001 р., 186 народилися в Каталонії (з них 126 осіб у тому самому районі, або кумарці), 2 особи приїхали з інших областей Іспанії, а 0 осіб приїхало з-за кордону. 

Університетську освіту має 6,8% усього населення. 

У 2001 р. нараховувалося 60 домогосподарств (з них 20% складалися з однієї особи, 25% з двох осіб,18,3% з 3 осіб, 18,3% з 4 осіб, 6,7% з 5 осіб, 5% з 6 осіб, 3,3% з 7 осіб, 1,7% з 8 осіб і 1,7% з 9 і більше осіб).

Активне населення міста у 2001 р. працювало у таких сферах діяльності : у сільському господарстві — 41,2%, у промисловості — 15,3%, на будівництві — 2,4% і у сфері обслуговування — 41,2%. 

 У муніципалітеті або у власному районі (кумарці) працює 50 осіб, поза районом — 47 осіб.

### Безробіття
У 2007 р. нараховувалося 5 безробітних (у 2006 р. — 2 безробітних), з них чоловіки становили 60%, а жінки — 40%.

## Економіка

### Підприємства міста

#### Сфера послуг
| \| Підприємства міста, що працюють у сфері послуг, за діяльністю \| Підприємства міста, що працюють у сфері послуг, за діяльністю \| Підприємства міста, що працюють у сфері послуг, за діяльністю \| \| Рік \| 2002 р. \| 2001 р. \| \| ------------------------------------------------------------- \| ------------------------------------------------------------- \| ------------------------------------------------------------- \| \| Гуртова торгівля \| 25% \| 33,3% \| \| Готелі та готельний бізнес \| 25% \| 33,3% \| \| Транспорт та зв'язок \| 0% \| 0% \| \| Посередницькі фінансові послуги \| 0% \| 0% \| \| Послуги підприємствам \| 0% \| 0% \| \| Послуги фізичним особам \| 50% \| 33,3% \| \| Нерухомість та ін. \| 0% \| 0% \| \| Усього підприємств \| 4 \| 3 \| |         |         |
| Підприємства міста, що працюють у сфері послуг, за діяльністю |         |         |
| Рік | 2002 р. | 2001 р. |
| Гуртова торгівля | 25%     | 33,3%   |
| Готелі та готельний бізнес | 25%     | 33,3%   |
| Транспорт та зв'язок | 0%      | 0%      |
| Посередницькі фінансові послуги | 0%      | 0%      |
| Послуги підприємствам | 0%      | 0%      |
| Послуги фізичним особам | 50%     | 33,3%   |
| Нерухомість та ін. | 0%      | 0%      |
| Усього підприємств | 4       | 3       |

## Житловий фонд
У 2001 р. 1,7% усіх родин (домогосподарств) мали житло метражем до 59 м2, 6,7% — від 60 до 89 м2, 26,7% — від 90 до 119 м2 і
65% — понад 120 м2.

З усіх будівель у 2001 р. 39,4% було одноповерховими, 59,2% — двоповерховими, 1,4% — триповерховими, 0% — чотириповерховими, 0% — п'ятиповерховими, 0% — шестиповерховими,
0% — семиповерховими, 0% — з вісьмома та більше поверхами.

## Автопарк
| \| Автомобілі, зареєстровані у місті, за призначенням \| Автомобілі, зареєстровані у місті, за призначенням \| Автомобілі, зареєстровані у місті, за призначенням \| \| Рік \| 2006 р. \| 2005 р. \| \| -------------------------------------------------- \| -------------------------------------------------- \| -------------------------------------------------- \| \| Приватні автомобілі \| 46,3% \| 38,2% \| \| Мотоцикли \| 6,1% \| 4,6% \| \| Вантажівки \| 42,4% \| 51,8% \| \| Трактори \| 3,9% \| 4,3% \| \| Автобуси та ін. \| 1,3% \| 1,1% \| \| Усього автомобілів \| 229 шт. \| 280 шт. \| |         |         |
| Автомобілі, зареєстровані у місті, за призначенням |         |         |
| Рік | 2006 р. | 2005 р. |
| Приватні автомобілі | 46,3%   | 38,2%   |
| Мотоцикли | 6,1%    | 4,6%    |
| Вантажівки | 42,4%   | 51,8%   |
| Трактори | 3,9%    | 4,3%    |
| Автобуси та ін. | 1,3%    | 1,1%    |
| Усього автомобілів | 229 шт. | 280 шт. |

## Вживання каталанської мови
У 2001 р. каталанську мову у місті розуміли 97,3% усього населення (у 1996 р. — 100%), вміли говорити нею 94,6% (у 1996 р. — 97,2%), вміли читати 95,7% (у 1996 р. — 94,3%), вміли писати 87% (у 1996 р. — 68,8%). Не розуміли каталанської мови 2,7%.

## Політичні уподобання
У виборах до Парламенту Каталонії у 2006 р. взяло участь 115 осіб (у 2003 р. — 133 особи). Голоси за політичні сили розподілилися таким чином:
| \| Вибори до Парламенту Каталонії \| Вибори до Парламенту Каталонії \| Вибори до Парламенту Каталонії \| \| Рік \| 2006 р. \| 2003 р. \| \| -------------------------------------- \| ------------------------------ \| ------------------------------ \| \| Конвергенція та Єднання (CiU) \| 53% \| 56,4% \| \| Соціалістична партія Каталонії (PSC) \| 4,3% \| 3% \| \| Народна партія (PP) \| 19,1% \| 15% \| \| Ініціатива за зелену Каталонію (IC) \| 1,7% \| 2,3% \| \| Республіканська лівиця Каталонії (ERC) \| 21,7% \| 23,3% \| \| Громадянська партія (C's) \| 0% \| 0% \| \| Інші \| 0% \| 0% \| |         |         |
| Вибори до Парламенту Каталонії |         |         |
| Рік | 2006 р. | 2003 р. |
| Конвергенція та Єднання (CiU) | 53%     | 56,4%   |
| Соціалістична партія Каталонії (PSC) | 4,3%    | 3%      |
| Народна партія (PP) | 19,1%   | 15%     |
| Ініціатива за зелену Каталонію (IC) | 1,7%    | 2,3%    |
| Республіканська лівиця Каталонії (ERC) | 21,7%   | 23,3%   |
| Громадянська партія (C's) | 0%      | 0%      |
| Інші | 0%      | 0%      |